# 듀렉스

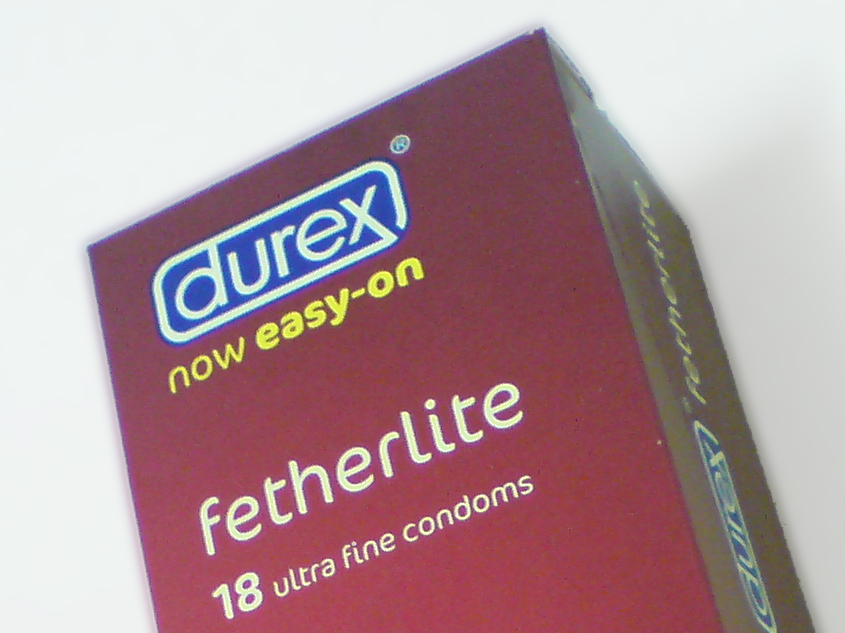
제품 상자

듀렉스(Durex)는 원래 영국 SSL 인터내셔널이 개발하고 생산한 영국의 콘돔 브랜드이다. SSL 인터내셔널은 2010년 레킷벤키저에 인수되었다. 글로벌 시장의 30%를 차지하는, 세계에서 가장 많이 판매되는 콘돔 브랜드의 하나이다. 2006년, 듀렉스 콘돔은 미국 내에서 2번째로 많이 판매되는 브랜드였으며 당시 1위는 트로잔이었다.
콘돔은 1908년 파리에서 처음 만들어지기 전에 현재는 없어진 영국 회사인 Colman's가 사들였다. 듀렉스의 역사는 1915년으로 거슬러올라가며 당시 런던 러버 컴퍼니가 설립되었다. 이 브랜드 이름은 1929년 런칭되었으며 견고성, 신뢰성, 우수성(Durability, reliability, and excellence)을 의미하였다.
Durex는 Reckitt Benckiser가 소유한 콘돔 및 개인 윤활유 브랜드이다. 콘돔은 1908년 파리에서 처음 만들어지기 전에 현재는 없어진 영국 회사인 Colman's가 사들였다. 그런 다음 London Rubber Company와 British Latex Products Ltd의 권한 하에 런던에서 개발되었으며 1932년에서 1994년 사이에 제조되었다. London Rubber Company는 1915년에 설립되었으며 Durex 브랜드 이름("내구성, 신뢰성 및  우수성")은 1929년에 시작되었지만 런던 고무는 1932년까지 자체 브랜드 콘돔 제조를 시작하지 않았고 폴란드의 고무 기술 학생인 Lucian Landau와 협력했다. 런던 고무 회사와 Durex 콘돔의 역사에 대한 첫 번째 책은 Jessica Borge가 집필했으며 McGill-Queen's University Press에서 2020년 9월에 출판했다.

## 같이 보기
- 유니더스